# Саппоро
Са́ппоро (яп. 札幌市 Саппоро-си, слушатьо файле) — пятый по величине город Японии, важнейший экономический, промышленный, образовательный и культурный центр Хоккайдо, город государственного значения Японии, административный центр губернаторства Хоккайдо. Площадь города составляет 1121,12 км², население — 1 933 787 человек (30 июня 2014), плотность населения — 1724,87 чел./км². В городе расположен университет Хоккайдо.
Саппоро — столица Зимних Олимпийских игр 1972 года и трёх Зимних Азиатских игр 1986, 1990 и 2017 годов. Саппоро — курортное место, в его окрестностях имеется множество горячих источников. Здесь ежегодно проводится Снежный фестиваль, который привлекает более 2 миллионов туристов со всего мира.

## История
До основания города на этой территории проживали айны. В 1866 году, в конце периода Эдо, в этой области был прорыт канал, что способствовало привлечению переселенцев и основанию деревни Саппоро. Название поселения было заимствовано от айнского словосочетания сат поро пет (サッ・ポロ・ペッ), что может быть переведено как «сухая великая река».
1868 год считается годом основания Саппоро. В этот год новым правительством Мейдзи было принято решение о строительстве административного центра Хоккайдо на берегах реки Исикари. До этого управление островом осуществлялось из Хакодате, уязвимого с точки зрения обороны и неудобно расположенного с точки зрения развития острова.
В 1907 году был основан Императорский университет Тохоку в Сендае (префектура Мияги) и в его составе Аграрный колледж Саппоро. В 1918 году начал работы городской трамвай. В том же году основан Императорский университет Хоккайдо, пятый из семи императорских университетов Японии. В 1930 году начала работать сеть муниципальных автобусов. В 1937 году Саппоро был выбран в качестве столицы Зимних олимпийских игр 1940 года, но начало второй японо-китайской войны привело к отмене решения о проведении олимпиады в Саппоро. В 1942 году открыт аэропорт Окадама.
В последние дни второй мировой войны, 14 и 15 июля 1945 года, Саппоро подвергся массированным бомбардировкам. В результате погибло 190 мирных жителей, 6 788 было ранено, 78 000 осталось без жилья, в общей сложности было разрушено 17,5 % строений города.
В 1950 году состоялся первый снежный фестиваль Саппоро. В 1968 году было отмечено столетие основания Саппоро и префектуры Хоккайдо. В 1971 году открылась первая линия метро Саппоро. Саппоро стал 4-м городом Японии, где появилось метро. С 3 по 13 февраля 1972 года в Саппоро впервые в Азии прошли Зимние Олимпийские игры. В том же году Саппоро был присвоен статус города, определённого указом правительства.
В 2008 году в Саппоро состоялись массовые акции протеста против проведения саммита Большой восьмёрки в Тояко.
В октябре 2023 года власти Саппоро, ориентируясь на мнение горожан, отозвали заявку на проведение зимней Олимпиады-2030.

## Физико-географическая характеристика
Саппоро расположен в юго-западной части равнины Исикари, на конусе выноса реки Тоёхира, притоке реки Исикари. В Саппоро правильная сетка улиц. В западной и южной частях Саппоро расположено несколько гор, в том числе Тейне, Маруяма и Моива.
В Саппоро много парков, включая парк Одори, расположенный в центре города.
Климат
Саппоро расположен в зоне влажного континентального климата (классификация климатов Кёппена — Dfa/Dfb). Лето довольно жаркое, но не влажное, зимы достаточно холодные и снежные. Суммарная годовая высота снежного покрова — 597 см. Годовая норма осадков — примерно 1100 мм. Из-за природного феномена «снежной страны» город Саппоро является первым среди городов-миллионников и вторым городом в мире по среднегодовой толщине снежного покрова (в период c 1981 по 2010 год — 597 см); первое место занимает Аомори (669 см).
| Показатель                    | Янв.  | Фев.  | Март  | Апр. | Май  | Июнь | Июль | Авг. | Сен. | Окт. | Нояб. | Дек.  | Год   |
| ----------------------------- | ----- | ----- | ----- | ---- | ---- | ---- | ---- | ---- | ---- | ---- | ----- | ----- | ----- |
| Абсолютный максимум, °C       | 8,4   | 10,8  | 15,1  | 28,0 | 30,4 | 31,6 | 36,0 | 36,2 | 32,7 | 26,4 | 22,4  | 14,8  | 36,2  |
| Средний суточный максимум, °C | −0,6  | 0,1   | 4,0   | 11,6 | 17,3 | 21,5 | 24,9 | 26,4 | 22,4 | 16,1 | 8,5   | 2,0   | 12,9  |
| Средняя температура, °C       | −3,6  | −3,1  | 0,6   | 7,1  | 12,4 | 16,7 | 20,5 | 22,3 | 18,1 | 11,8 | 4,9   | −0,9  | 8,9   |
| Средний суточный минимум, °C  | −7,1  | −6,7  | −3,1  | 3,1  | 8,2  | 12,9 | 17,2 | 19,0 | 14,1 | 7,4  | 1,2   | −4,2  | 5,2   |
| Абсолютный минимум, °C        | −20,9 | −19,6 | −17,1 | −8   | −2,2 | 2,5  | 7,0  | 8,8  | 0,8  | −3   | −12   | −20,2 | −20,9 |
| Норма осадков, мм             | 114   | 96    | 79    | 58   | 54   | 47   | 83   | 124  | 136  | 110  | 105   | 113   | 1118  |
| Источник: Погода и климат     |       |       |       |      |      |      |      |      |      |      |       |       |       |

## Население
Население города составляет 1 933 787 человек (30 июня 2014), а плотность — 1724,87 чел./км². Изменение численности населения с 1980 по 2005 годы:
| 1980 | 1 401 757 чел. |  |
| 1985 | 1 542 979 чел. |  |
| 1990 | 1 671 742 чел. |  |
| 1995 | 1 757 025 чел. |  |
| 2000 | 1 822 368 чел. |  |
| 2005 | 1 880 863 чел. |  |

## Образование
- Университет Хоккайдо
- Педагогический университет Хоккайдо

## Экономика
Сектор услуг превалирует над промышленностью.
Порт Исикари, принимающий разнообразные как контейнерные, так и суда со сжиженным природным газом.
Различные производства продуктов питания, металлообрабатывающие, производства машин и оборудования, деревообработка и бумажное производство.
В Саппоро развита туристическая индустрия, имеется музей пива, зимой проводят снежный фестиваль.

## Транспорт
- Метрополитен Саппоро
- Трамвай Саппоро
- JR Hokkaido — Станция Саппоро
  - Хоккайдо-синкансэн (Планируется)[17]
  - Главная линия Хакодате
  - Линия Титосэ
  - Линия Сассё

## Города-побратимы
Саппоро имеет следующие города-побратимы:
- Германия: Мюнхен (с 1972)
- США: Портленд (штат Орегон) (с 1959)
- Россия: Новосибирск (с 1990)
- Китай: Шэньян (с 1980)
- Республика Корея: Тэджон (с 2010)

## Фотографии

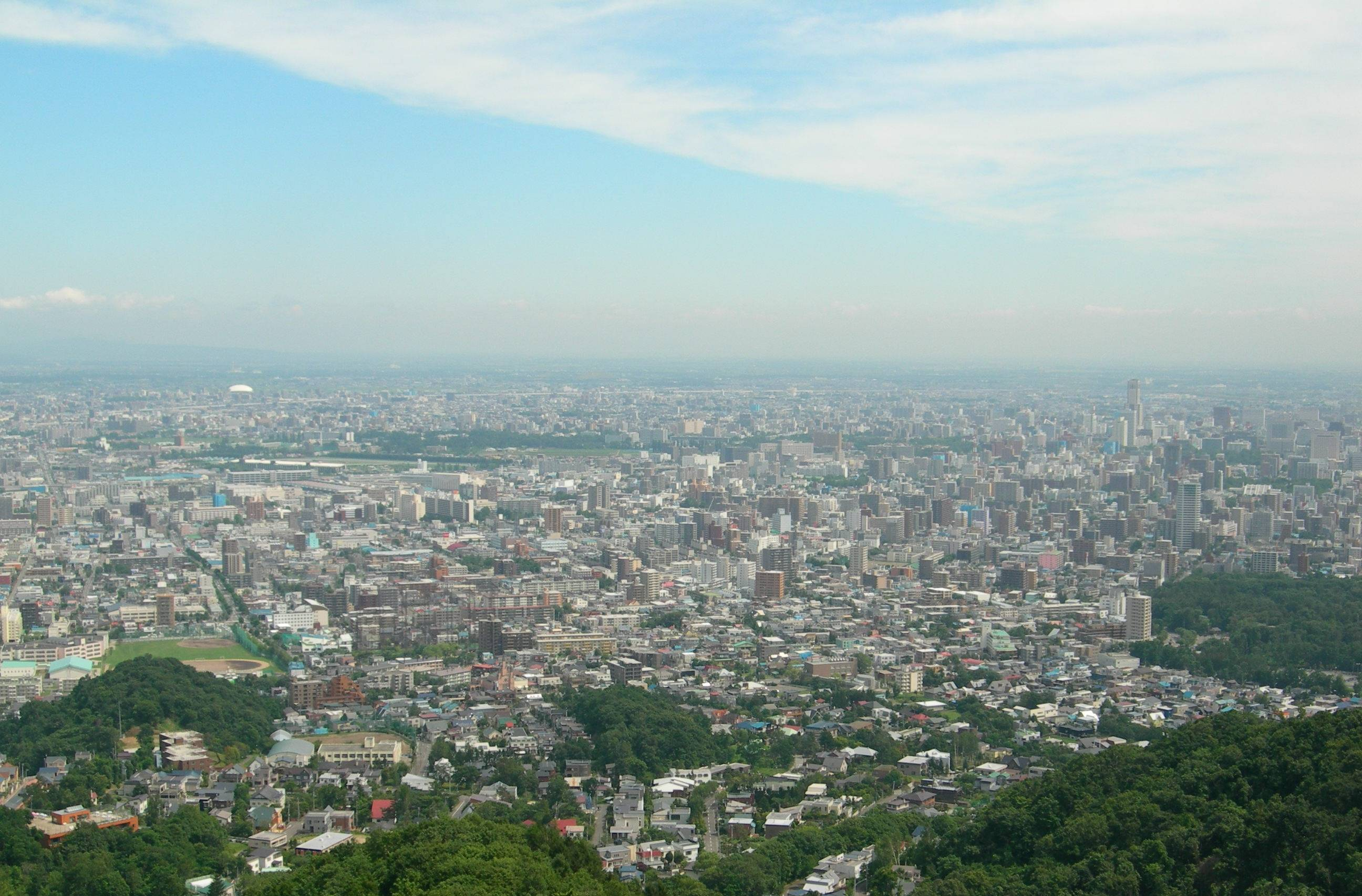
Саппоро в 2006 году
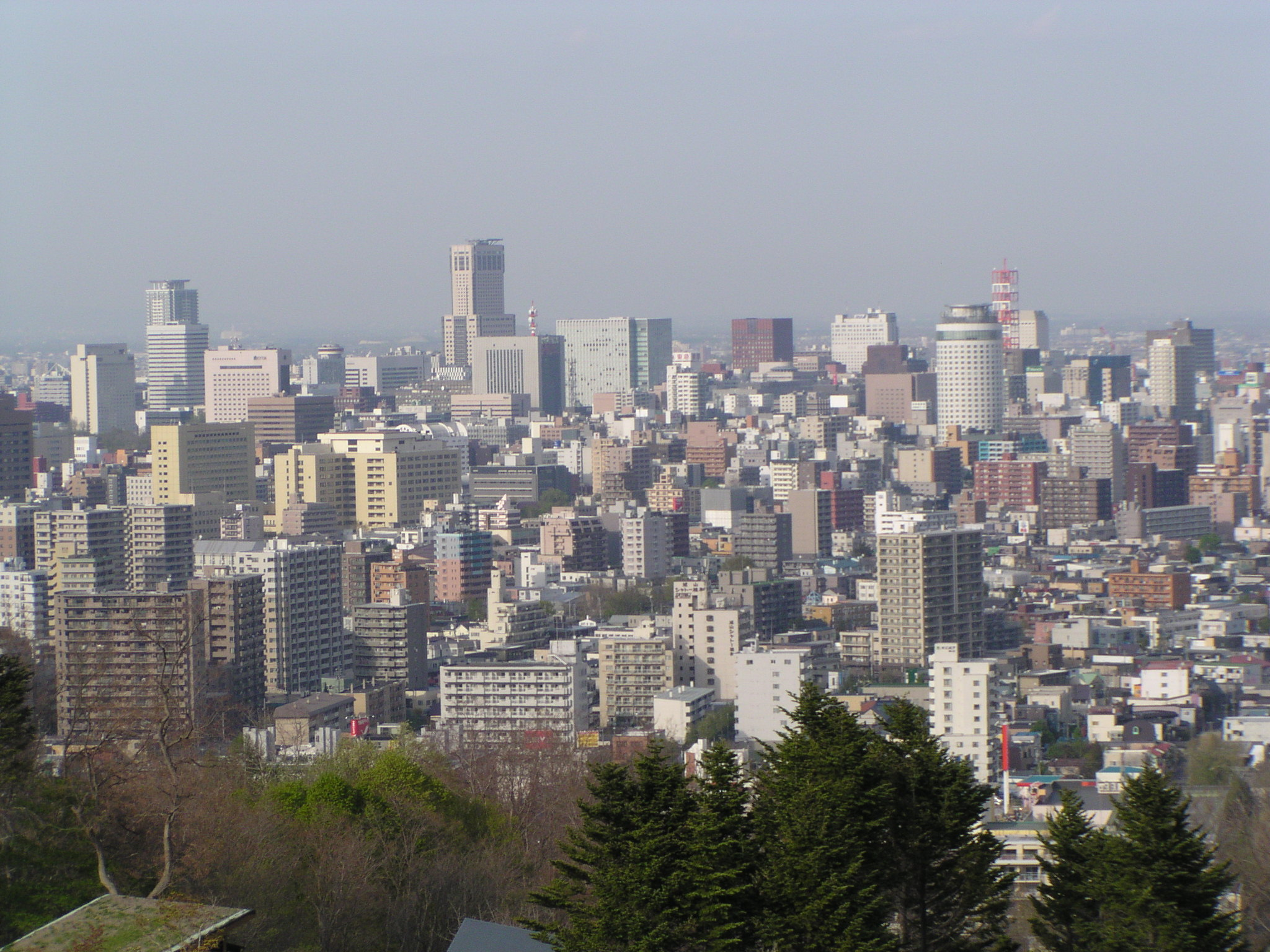
Тюо-ку[англ.] центральный район города Саппоро (2009 год)
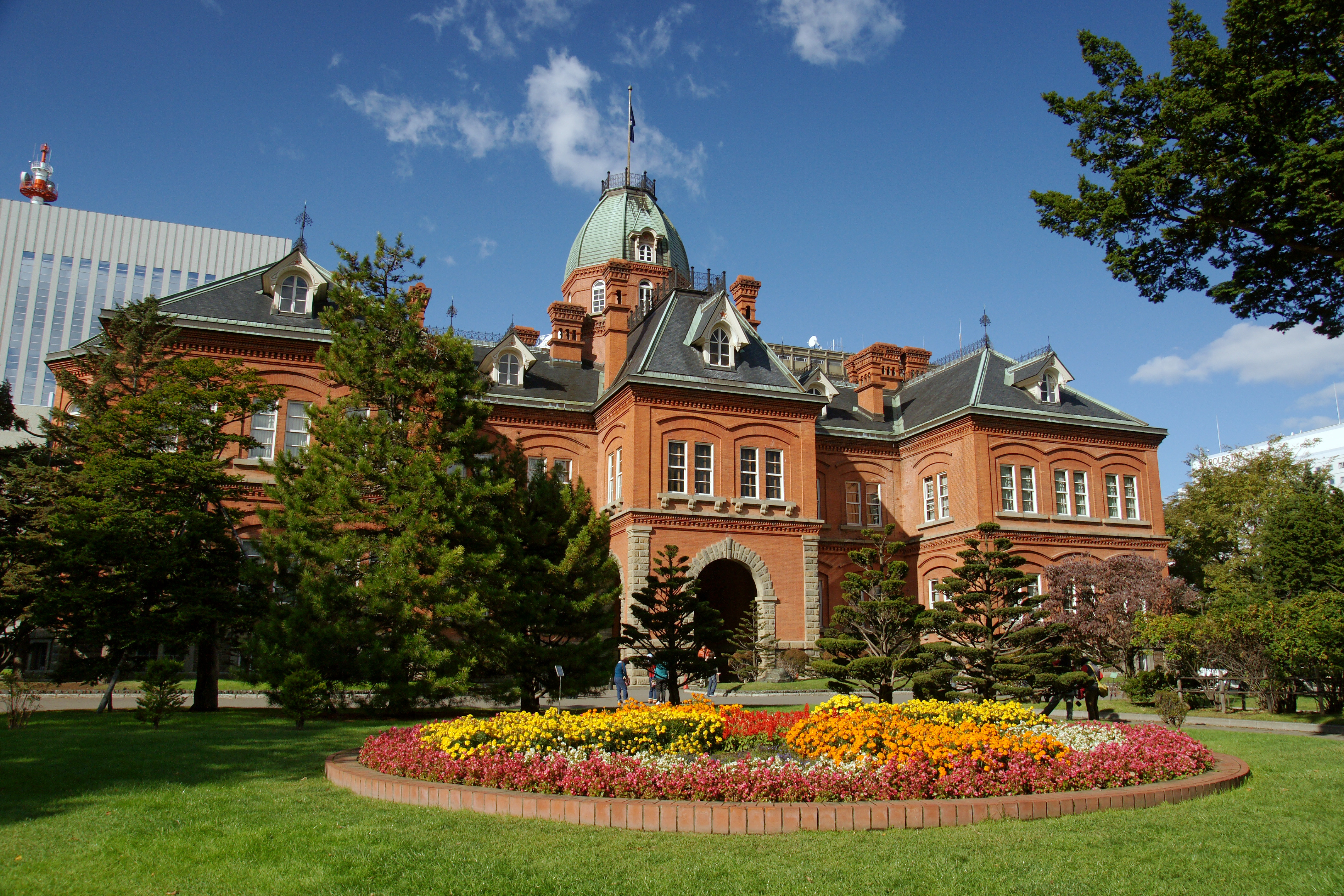
Старое здание префектуры Хоккайдо
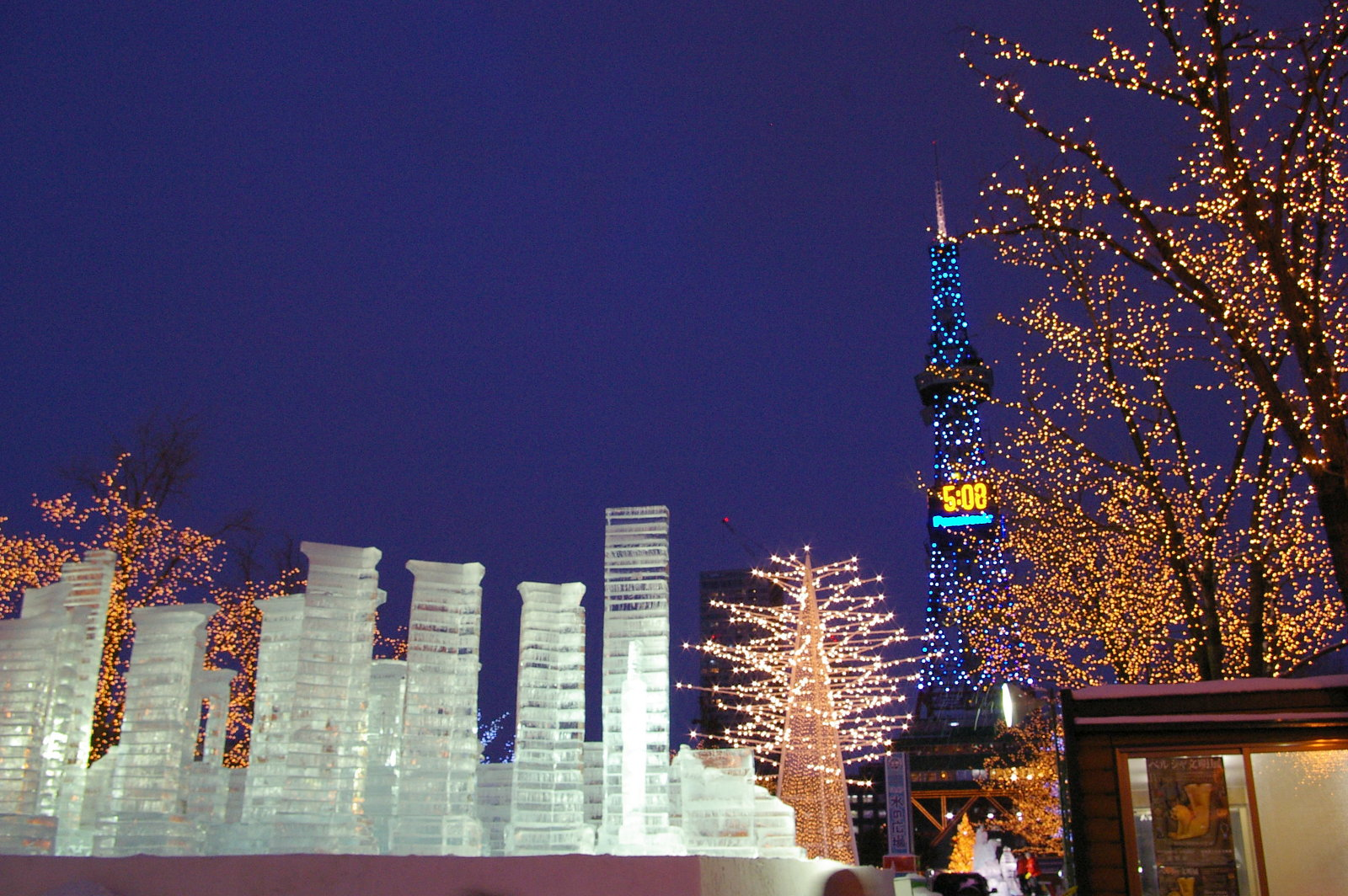
Снежный фестиваль в 2007 году
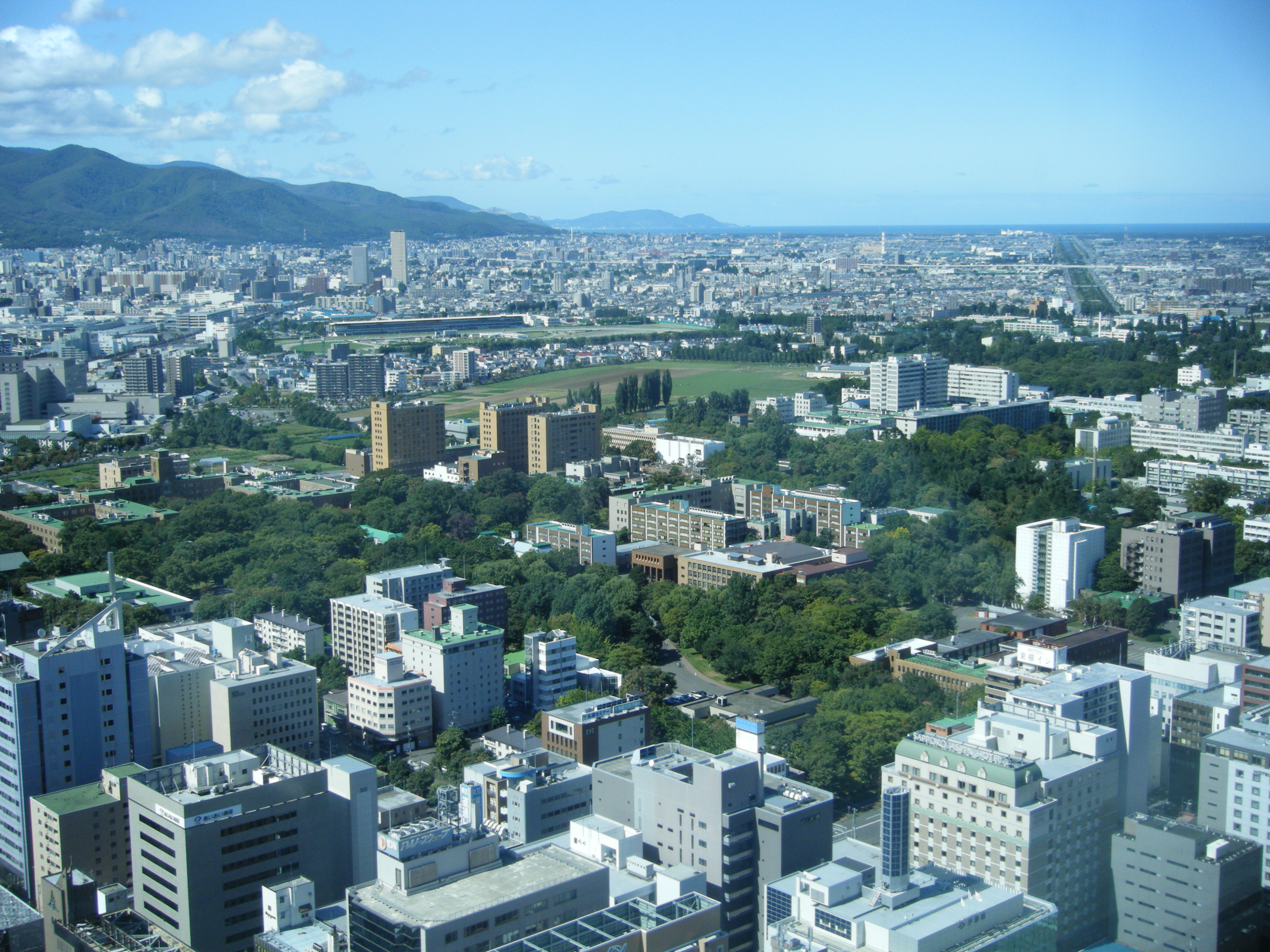
Вид на город Саппоро и университет Хоккайдо (2009 год)
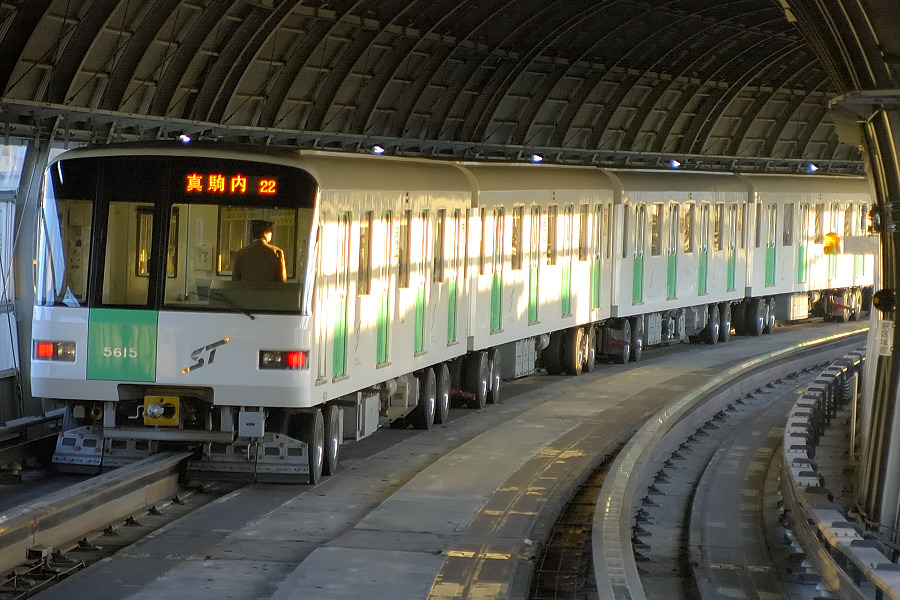
Метрополитен Саппоро — единственная в Азии система метро на шинном ходу и единственная в мире с направляющей балкой в центре